# Plaza del Carmen (Gijón)
La plaza del Carmen es una céntrica plaza urbana en la ciudad de Gijón, Asturias, España.

## Nomenclatura
La plaza se conocía como del Carmen debido a la denominación que tenía aquella zona: Barrio del Carmen. En mayo de 1931 la plaza se denomina de Galán, en referencia a Fermín Galán. En diciembre de 1937 la plaza se bautiza como de José Antonio, en honor a Primo de Rivera. Finalmente, la plaza oficializa su antiguo nombre el 8 de junio de 1979.

## Ubicación y descripción
La plaza se ubica en el barrio de Centro, formando un cruce de caminos entre las calles Álvarez Garaya, Corrida y Munuza entre otras. Tiene una forma elíptica, con un eje dispuesto de este-oeste. Las calles que desembocan en la plaza siguiendo las agujas del reloj son:
- Calle Álvarez Garaya: Conecta con la plaza del Humedal.
- Calle del Carmen
- Calle Felipe Menéndez: Sale a la calle Marqués de San Esteban.
- Calle Blanca de los Ríos
- Calle Teruel
- Calle Corrida: La plaza del Carmen es el único cruce no peatonal de la transitada calle. Por el norte alcanza el Puerto Deportivo y por el sur la plaza del Seis de Agosto.
- Calle Libertad: Paralela a Corrida. Desemboca en la plaza del Seis de Agosto.

La plaza es un punto de tránsito para las comunicaciones este-oeste del barrio de El Centro, alcanzado hasta 5 carriles de circulación. En el medio de la misma se halla la popular fuente, de gran tamaño, con 7 chorros y juegos de luces y agua. 

## Transportes

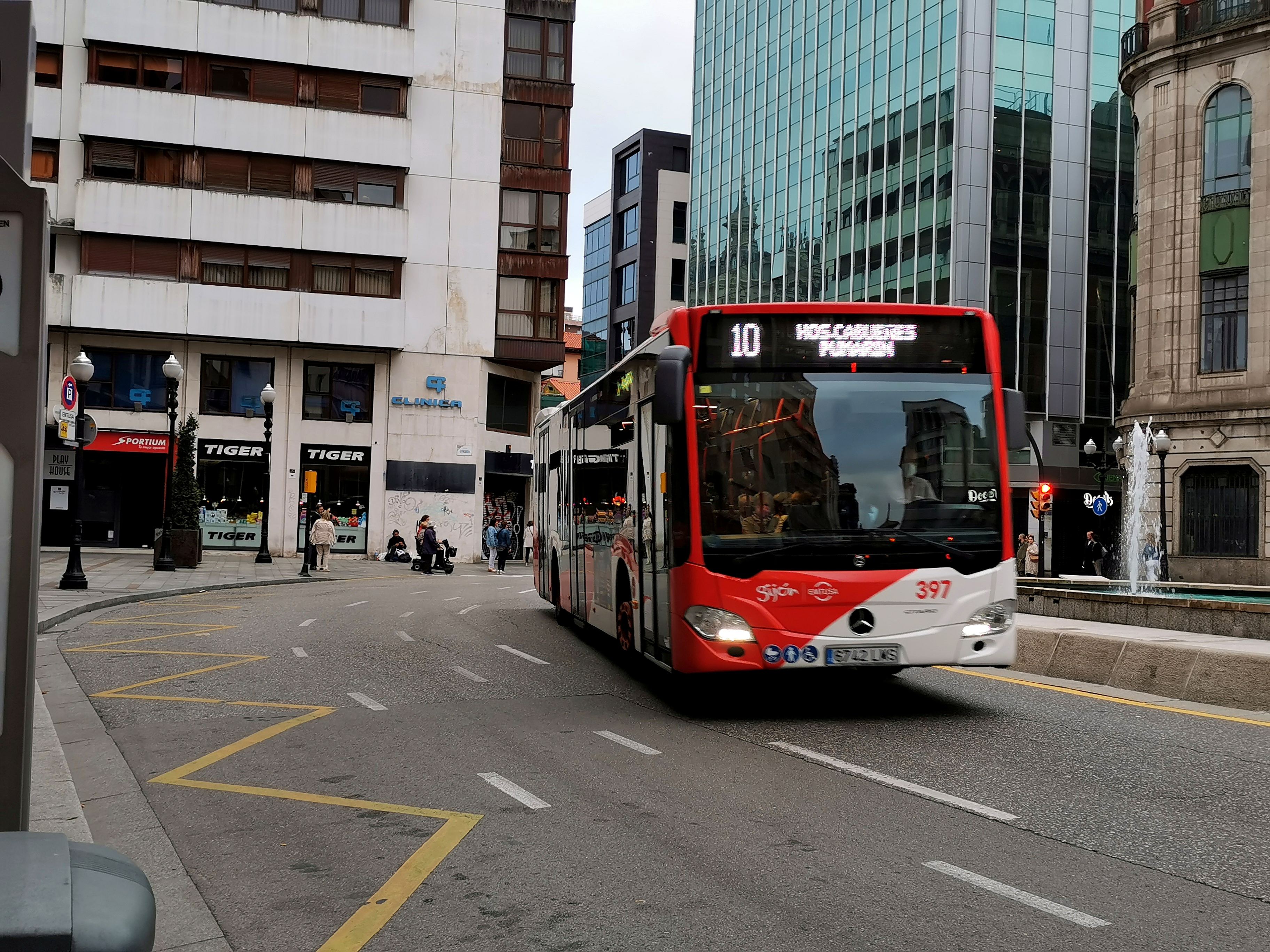
Autobús de la Línea 10 de EMTUSA destino Pumarín.

En el entorno hay 3 paradas de autobús donde estacionan las líneas 4, 10, 14, 20, 25 y los búhos 1, 2, 3 y 4 de EMTUSA. Dichas paradas son: Plaza del Carmen, Plaza del Carmen (Blanca Ríos) y Álvarez Garaya. Históricamente la plaza fue nodo central de las líneas de las empresas de transporte urbano antes de que se fuera trasladando paulatinamente a El Humedal.

## Historia

### Barrio del Carmen
Las calles y manzanas entre las actuales calle Corrida y calle Felipe Menéndez estaban englobadas en el barrio del Carmen, de la que la plaza era su punto principal. El barrio fue sujeto a principios del siglo XX a una serie de reformas urbanas, especialmente en el ámbito de realineación de calles y apertura de otras.

### Antigua plaza del Carmen
La antigua plaza del Carmen consistía en una plaza cuadrangular irregular ubicada en el espacio occidental de la actual plaza, en el inicio de la calle Álvarez Garaya. El lado este estaba ocupado por una manzana de edificios entre las calles Libertad y Corrida, imposibilitando formar un eje de comunicaciones.

### Reforma y ampliación

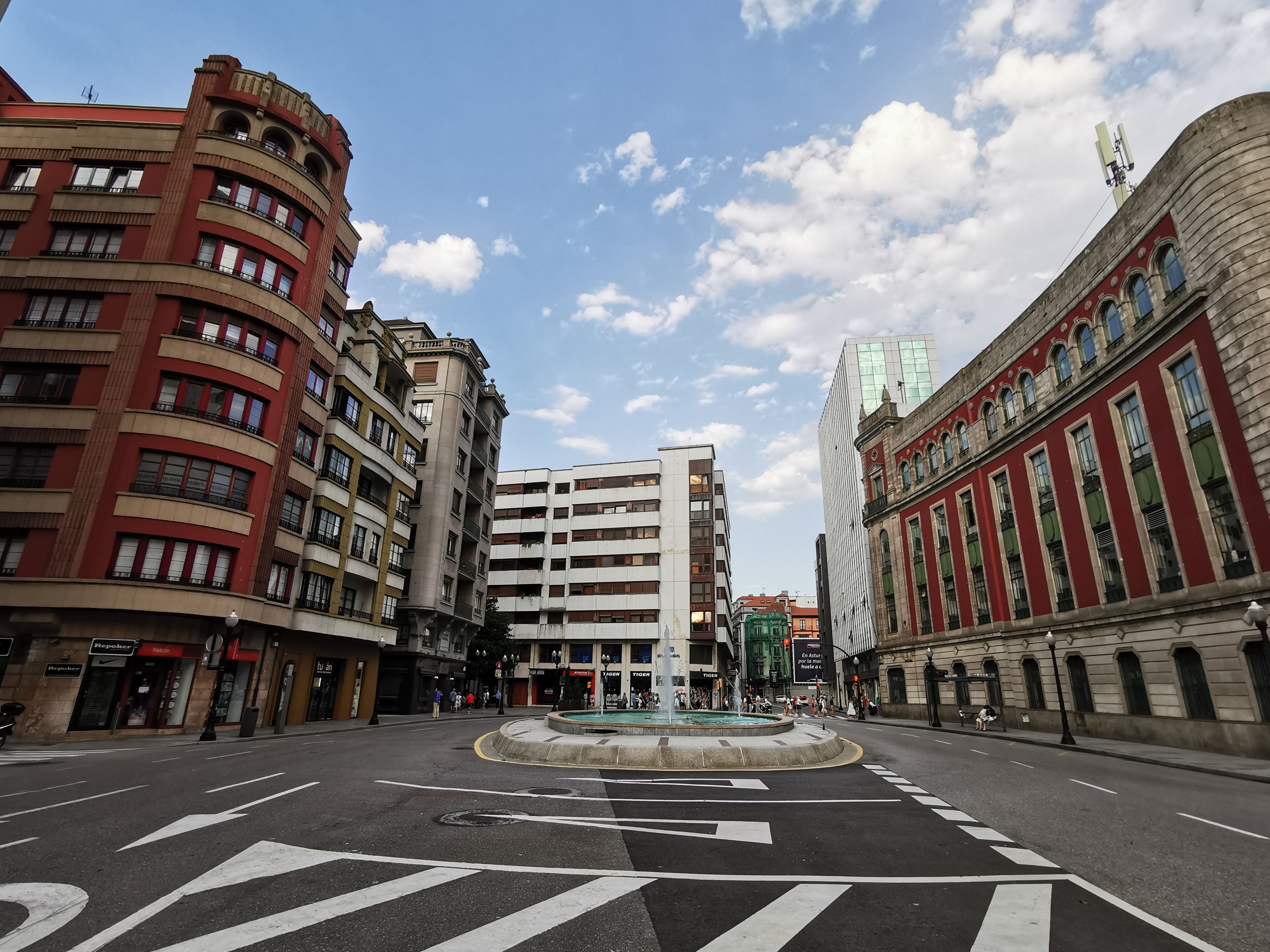
La nueva delimitación de la plaza se aproximaba a la Puerta del Sol

En 1920 el arquitecto municipal Miguel García de la Cruz propone la expansión de la plaza mediante la expropiación y demolición de dicha manzana. La expropiación de los ocho inmuebles fue compleja, de tal manera que las obras se prolongan hasta 1928. La plaza había duplicado su extensión y contaba con unas saneadas líneas de edificación. De la Cruz propondría en 1930 un nuevo vial de gran tamaño similar a la calle Álvarez Garaya entre el cruce de la plaza con Felipe Menéndez hasta la calle del Marqués de San Esteban. No se realizaría.
La plaza no se urbaniza en consideración, siendo usada como lugar de tránsito y aparcamiento de vehículos .

### La fuente
En 1970 se inaugura de la mano del alcalde Ignacio Bertrand (que ya había propuesto la fuente de la plaza del Seis de Agosto y la creación de la Empresa Municipal de Aguas (EMA), por lo que era apodado el alcalde del agua) una gran fuente de agua, que disponía de juegos de agua y luces. En los 2010 la fuente se apagó, reabriendo en noviembre de 2021 tras una reforma integral valorada en 300 000€.

## Arquitectura

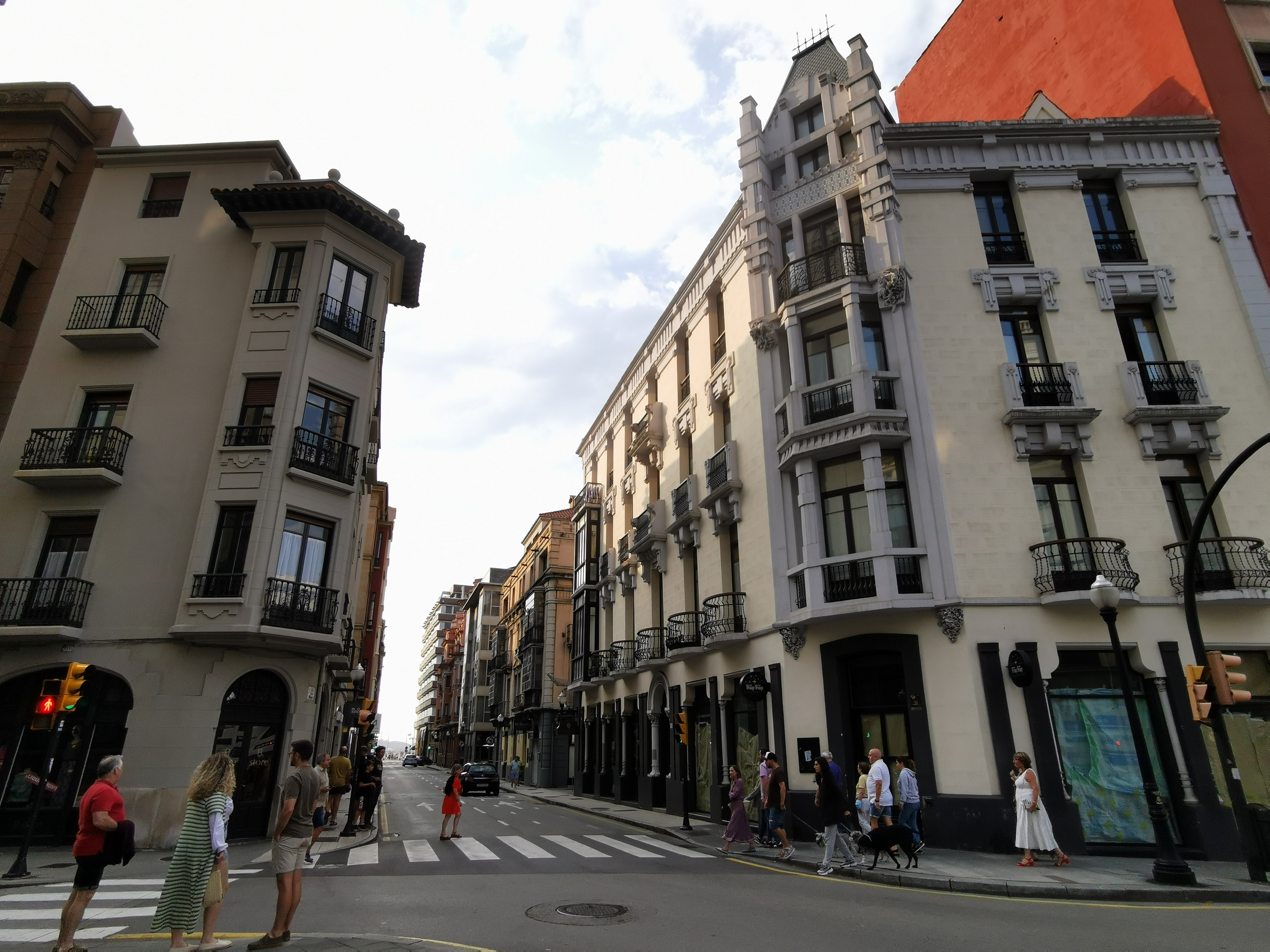
Calle Felipe Menéndez 1 y 2, obras de Miguel García de la Cruz. 1926 y 1904.

La plaza contiene una serie de edificios de interés.

### Lado norte
- Calle Felipe Menéndez, 1: Edificio para vivienda unifamiliar y locales comerciales para Mario Vigil Escalera proyectado en 1926 por Miguel García de la Cruz.[6]
- Calle Felipe Menéndez, 2: Edificio de viviendas ecléctico de Miguel García de la Cruz proyectado en 1904. En 2011 se reabre el edificio tras demolerse y reconstruirse, respetando el diseño original.[7]

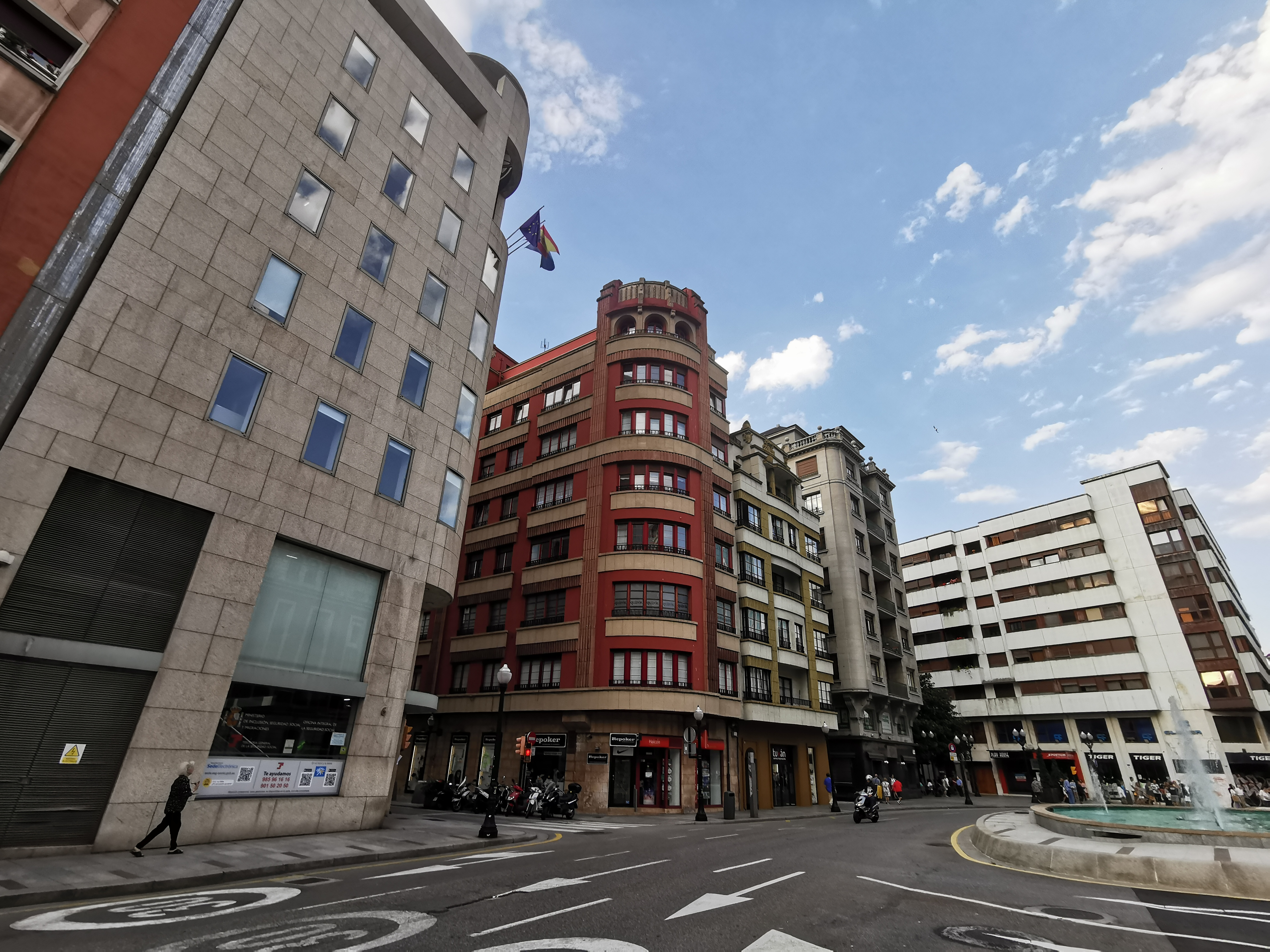
Sede la Seguridad Social, edificios art decó y edificio neobarroco.

- Sede la Seguridad Social, edificios art decó y edificio neobarroco.Sede de la Seguridad Social, plaza del Carmen, 6: Edificio de oficinas para la Tesorería General y el Instituto Nacional de la Seguridad Social. Se inauguró en 2011.[8]
- Calle Horno, 7: Ejemplo de art decó racionalista tardío obra de Manuel y Juan Manuel del Busto de 1940.[9]

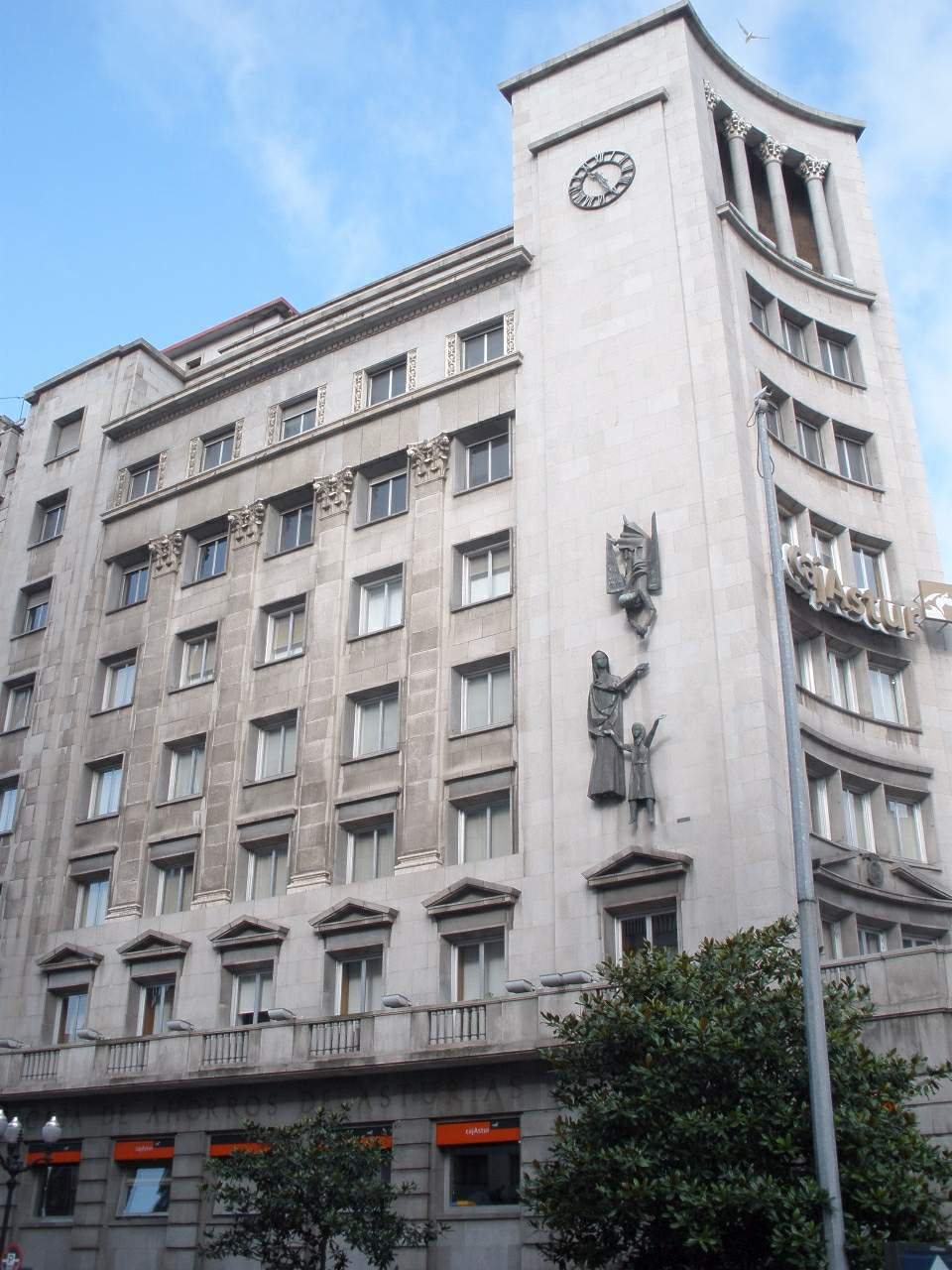
Obra de Miguel Díaz Negrete, Juan Manuel del Busto y Joaquín Rubio Camín (1963).

- Obra de Miguel Díaz Negrete, Juan Manuel del Busto y Joaquín Rubio Camín (1963).Plaza del Carmen, 8: Hermano menor del edificio calle Horno, 7 obra de Manuel y Juan Manuel del Busto de 1940.[9]
- Calle Corrida, 16: Inmueble de ocho plantas con un diseño neobarroco propio de la arquitectura de la autarquía. Fue construido en 1948 bajo proyecto de Mariano Marín.

### Lado sur

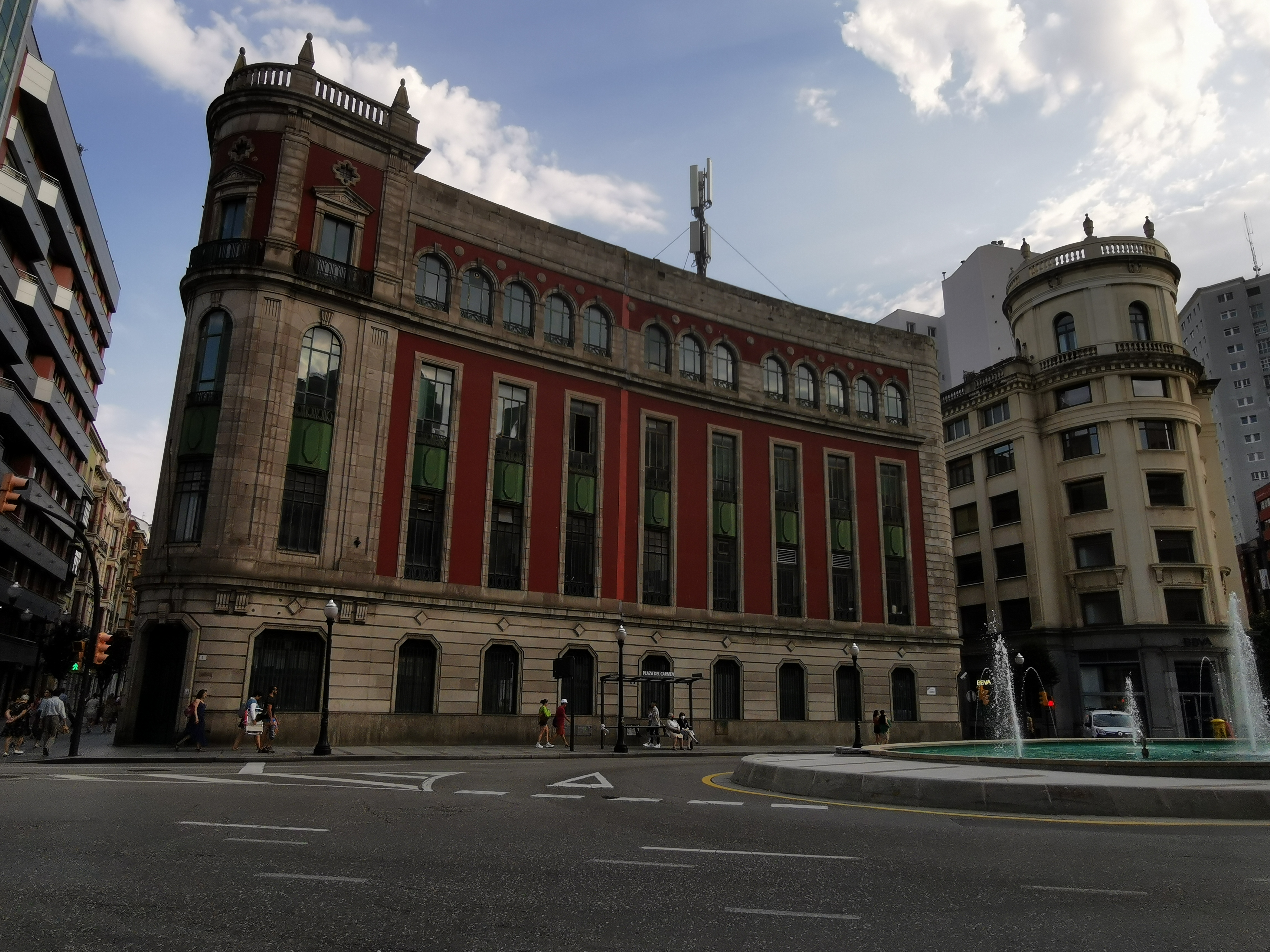
Edificio Telefónica y edificio neoclásico

- Edificio Telefónica y edificio neoclásicoEdificio Cajastur, plaza del Carmen, 3: Obra de Juan Manuel del Busto y de Miguel Díaz Negrete para albergar oficinas del banco Cajastur, ahora Liberbank. El edificio combina toques clásicos como columnas, frontones y relieves con una austeridad propio del racionalismo. Fue construido en 1963. Está decorado con una escultura de bronce titulada El ahorro, obra de Joaquín Rubio Camín.[10]
- Plaza del Carmen, 2: Edificio de oficinas neoclásico proyecto en 1942 por el arquitecto Pedro Cabello. Destaca por su torre circular.[9]
- Edificio Telefónica: Inmueble inaugurado en junio de 1932 como sede de operaciones de la compañía Telefónica. En los 1950 se construyó un añadido. El primer edificio, que da a la calle Corrida, presenta una torre circular, el segundo edificio, que da a la calle Libertad, replica el diseño de fachada anterior, aunque es notable la línea de separación y las asimetrías.[11][12]